# Megaselia comorosensis
Megaselia comorosensis är en tvåvingeart som beskrevs av Ronald Henry Lambert Disney 2005. Megaselia comorosensis ingår i släktet Megaselia och familjen puckelflugor. Inga underarter finns listade i Catalogue of Life.